# Bojan Krivec
Bojan Krivec (Novo Mesto, 14 maggio 1987) è un ex cestista sloveno.

## Palmarès
- Campionato sloveno: 3

Krka Novo mesto: 2009-10, 2010-11, 2011-12
- Supercoppa slovena: 2

Krka Novo mesto: 2010, 2011
- EuroChallenge: 1

Krka Novo mesto: 2010-11